# Behonne
Behonne és un municipi francès situat al departament del Mosa i a la regió del Gran Est. L'any 2007 tenia 694 habitants.

## Demografia

### Població
El 2007 la població de fet de Behonne era de 694 persones. Hi havia 279 famílies, de les quals 47 eren unipersonals (16 homes vivint sols i 31 dones vivint soles), 122 parelles sense fills, 94 parelles amb fills i 16 famílies monoparentals amb fills.
La població ha evolucionat segons el següent gràfic:
Habitants censats

### Habitatges
El 2007 hi havia 296 habitatges, 283 eren l'habitatge principal de la família, 8 eren segones residències i 5 estaven desocupats. 294 eren cases i 2 eren apartaments. Dels 283 habitatges principals, 262 estaven ocupats pels seus propietaris, 20 estaven llogats i ocupats pels llogaters i 1 estava cedit a títol gratuït; 1 tenia una cambra, 5 en tenien dues, 13 en tenien tres, 61 en tenien quatre i 203 en tenien cinc o més. 224 habitatges disposaven pel capbaix d'una plaça de pàrquing. A 100 habitatges hi havia un automòbil i a 161 n'hi havia dos o més.

## Economia
El 2007 la població en edat de treballar era de 493 persones, 353 eren actives i 140 eren inactives. De les 353 persones actives 329 estaven ocupades (178 homes i 151 dones) i 25 estaven aturades (11 homes i 14 dones). De les 140 persones inactives 69 estaven jubilades, 42 estaven estudiant i 29 estaven classificades com a «altres inactius».

### Ingressos
El 2009 a Behonne hi havia 288 unitats fiscals que integraven 692 persones, la mediana anual d'ingressos fiscals per persona era de 21.560 €.

### Activitats econòmiques
Dels 16 establiments que hi havia el 2007, 5 eren d'empreses de construcció, 3 d'empreses de comerç i reparació d'automòbils, 1 d'una empresa d'hostatgeria i restauració, 1 d'una empresa financera, 1 d'una empresa immobiliària, 2 d'empreses de serveis i 3 d'empreses classificades com a «altres activitats de serveis».
Dels 6 establiments de servei als particulars que hi havia el 2009, 1 era una funerària, 1 paleta, 1 guixaire pintor, 1 lampisteria, 1 electricista i 1 restaurant.
L'únic establiment comercial que hi havia el 2009 era una botiga de roba.
L'any 2000 a Behonne hi havia 5 explotacions agrícoles.

## Poblacions més properes
El següent diagrama mostra les poblacions més properes.